# Francesco Pavona
Francesco Pavona (Udine, 1692 – 1777) è stato un pittore italiano, divenne noto in tutta Europa per i suoi ritratti a pastello, simili nello stile a quelli di Rosalba Carriera.

## Biografia

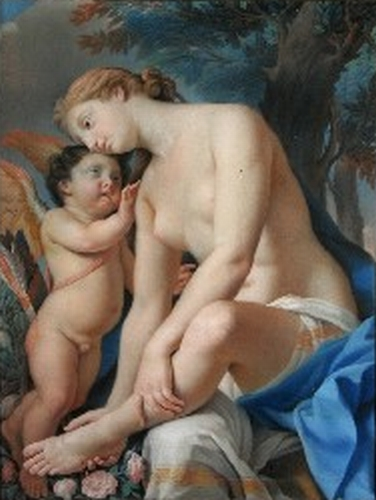
Cupido conforta Venere ferita

Pavona prima studiò a Udine con Giacomo Carneo, poi si trasferì a Bologna per lavorare con Giovan Gioseffo Dal Sole, e in seguito si perfezionò a Milano, iniziando poi a girovagare per l'Europa: prima a Genova, in seguito Spagna, Portogallo e Germania. Si sposò e mantenne la famiglia a Dresda, dove dipinse per la corte.
Tornato in Italia, a Bologna, vi rimase per pochi anni, quando si trasferì a Venezia, dove fu uno dei professori fondatori dell'Accademia di Belle Arti. Morì poco dopo.